# Villa Edwards
Ne doit pas être confondu avec La Maison du docteur Edwardes.
La villa Edwards, maison du docteur Edwards ou maison Aubry est une maison remarquable de l'île de La Réunion, département d'outre-mer français dans le sud-ouest de l'océan Indien. Située au 130 avenue Principale, dans le centre-ville de Saint-Louis, elle est inscrite à l'inventaire supplémentaire des Monuments historiques depuis le 28 novembre 1990,.